# Ubi tu Gaius, ibi ego Gaia
Ubi tu Gaius, ibi ego Gaia (anche in versione contratta: Ubi tu ibi ego) è una formula rituale delle nozze latine, con cui uno sposo e una sposa si promettono di amarsi di fronte a un flamine, e significa: "Dove tu sarai [Gaio], lì io sarò [Gaia]"; cioè, con una parafrasi sarà, "ovunque tu sei, io sarò con te". Con tale formula, nel rito solenne del matrimonio romano, la sposa si impegnava ad assumere il nome dello sposo e a coabitare con lui.